# 左宗棠故居
左宗棠故居（さそうとうこきょ）は、清の軍事家の左宗棠の故居である。湖南省岳陽市湘陰県樟樹鎮に位置する。土木構造。部屋が全部で48間ある。

## 歴史
清の道光23年（1843年）、故居設立。
2004年、地元政府は故居を再建した。
2010年7月27日、中国共産党湖南省委員会宣伝部は故居を「第三期愛国主義教育基地」に認定した。

## 建築物
柳荘、帰雲亭、亀鶴亭、訪賢亭、百年老茶坊、左宗棠碑林、左公廟、古劇台、左公私塾等
- 左宗棠故居
- 柳荘
- 亀鶴亭
- 訪賢亭
- 帰雲亭
- 古劇台
- 左公廟
- 左公廟の左宗棠像
- 百年老茶坊